# Hans Estner
Hans „Hansi“ Estner (* 7. April 1951 in Tegernsee) ist ein ehemaliger deutscher Biathlet.
Hans Estner war einer der erfolgreichsten bundesdeutschen Biathleten der zweiten Hälfte der 1970er Jahre. Der Biathlet vom Skigau Oberland lief bei den Biathlon-Weltmeisterschaften 1975 in Antholz auf den siebten Rang im Sprintwettbewerb. 1978 gewann er mit der bundesdeutschen Staffel, zu der neben ihm auch Gerhard Winkler, Andreas Schweiger und sein Klubkamerad Heinrich Mehringer gehörten, in Hochfilzen hinter den Staffeln der DDR und Norwegens die Bronzemedaille. Auch bei den Olympischen Winterspielen 1980 von Lake Placid wurde Estner in der Staffel eingesetzt und gewann gemeinsam mit Franz Bernreiter, Peter Angerer und Winkler hinter der UdSSR und der DDR wiederum die Bronzemedaille. National war der Gewinn des Deutschen Meistertitels im Einzel des Jahres 1976 der größte Erfolg des Bayern.